# Franciszek Berstling
Franciszek Antoni Berstling (ur. 13 czerwca 1893 w Muszynie, zm. 25 kwietnia 1963 w Londynie) – major piechoty Wojska Polskiego, działacz niepodległościowy, kawaler Orderu Virtuti Militari.

## Życiorys
Urodził się 13 czerwca 1893 w Muszynie, w ówczesnym powiecie nowosądeckim Królestwa Galicji i Lodomerii, w rodzinie Jakuba i Eleonory z domu Zypeer. Ukończył szkołę ludową w Wieliczce, a następnie kontynuował naukę w szkole wydziałowej w Krakowie i Podgórzu. W 1912 wstąpił do seminarium nauczycielskiego w Rzeszowie. 10 września tego roku został członkiem Związku Strzeleckiego. We wrześniu 1913 przeniósł się do seminarium nauczycielskiego w Rudniku nad Sanem, gdzie pełnił obowiązki komendanta lokalnego Związku Strzeleckiego. 10 sierpnia 1914 razem z kompanią rzeszowską Strzelców wstąpił do Legionów Polskich i został przydzielony do VI batalionu.
W ramach osadnictwa wojskowego otrzymał 27 morgów ziemi z budynkami i inwentarzem we wsi Fundum na Wołyniu.
Z dniem 5 października 1924 został przeniesiony do Korpusu Ochrony Pogranicza. W 1927 został przeniesiony do Dowództwa Okręgu Korpusu Nr II w Lublinie. 2 kwietnia 1929 prezydent RP nadał mu z dniem 1 stycznia 1929 stopień majora w korpusie oficerów piechoty i 21. lokatą. Z dniem 15 lipca 1933 został przeniesiony do 9 Pułku Piechoty Legionów w Zamościu na stanowisko dowódcy batalionu, a w kwietniu 1934 do Dowództwa Okręgu Korpusu Nr X w Przemyślu na stanowisko kierownika Samodzielnego Referatu Informacyjnego. Służbę na tym stanowisku pełnił przez kolejnych pięć lat.
Zmarł 25 kwietnia 1963 w Londynie i został pochowany na cmentarzu North Sheen. W tym samym grobie została pochowana Waleria ze Sroczyńskich Berstling (1908–1994).
Był żonaty, miał córkę Krystynę (ur. 22 maja 1922).

## Ordery i odznaczenia
- Krzyż Srebrny Orderu Wojskowego Virtuti Militari nr 5911 – 17 maja 1922[13][1]
- Krzyż Niepodległości – 9 stycznia 1932 „za pracę w dziele odzyskania niepodległości”[14]
- Krzyż Kawalerski Orderu Odrodzenia Polski – 1938 „za zasługi na polu pracy społecznej”[15]
- Krzyż Walecznych trzykrotnie[16][17]
- Srebrny Krzyż Zasługi – 29 października 1926 „za zasługi położone około zabezpieczenia granic Państwa”[18][19][16]
- Medal Pamiątkowy za Wojnę 1918–1921[16]
- Medal Dziesięciolecia Odzyskanej Niepodległości[16]
- Odznaka „Za wierną służbę”[20]